# Implant cérébral
 (janvier 2021).
La mise en forme du texte ne suit pas les recommandations de Wikipédia : il faut le « wikifier ».
Les points d'amélioration suivants sont les cas les plus fréquents. Le détail des points à revoir est peut-être précisé sur la page de discussion.
- Les titres sont pré-formatés par le logiciel. Ils ne sont ni en capitales, ni en gras.
- Le texte ne doit pas être écrit en capitales (les noms de famille non plus), ni en gras, ni en italique, ni en « petit »…
- Le gras n'est utilisé que pour surligner le titre de l'article dans l'introduction, une seule fois.
- L'italique est rarement utilisé : mots en langue étrangère, titres d'œuvres, noms de bateaux, etc.
- Les citations ne sont pas en italique mais en corps de texte normal. Elles sont entourées par des guillemets français : « et ».
- Les listes à puces sont à éviter, des paragraphes rédigés étant largement préférés. Les tableaux sont à réserver à la présentation de données structurées (résultats, etc.).
- Les appels de note de bas de page (petits chiffres en exposant, introduits par l'outil «  Source ») sont à placer entre la fin de phrase et le point final[comme ça].
- Les liens internes (vers d'autres articles de Wikipédia) sont à choisir avec parcimonie. Créez des liens vers des articles approfondissant le sujet. Les termes génériques sans rapport avec le sujet sont à éviter, ainsi que les répétitions de liens vers un même terme.
- Les liens externes sont à placer uniquement dans une section « Liens externes », à la fin de l'article. Ces liens sont à choisir avec parcimonie suivant les règles définies. Si un lien sert de source à l'article, son insertion dans le texte est à faire par les notes de bas de page.
- La présentation des références doit suivre les conventions bibliographiques. Il est recommandé d'utiliser les modèles {{Ouvrage}}, {{Chapitre}}, {{Article}}, {{Lien web}} et/ou {{Bibliographie}}. Le mode d'édition visuel peut mettre en forme automatiquement les références.
- Insérer une infobox (cadre d'informations à droite) n'est pas obligatoire pour parachever la mise en page.

Pour une aide détaillée, merci de consulter Aide:Wikification.
Si vous pensez que ces points ont été résolus, vous pouvez retirer ce bandeau et améliorer la mise en forme d'un autre article.
Les implants cérébraux, également appelés « BrainChips » ou « Brain implant » en anglais, sont des systèmes électroniques implantés dans le cerveau, afin de lire ou contrôler certains signaux cérébraux. Ils sont également connus sous le nom de « puce électronique cérébrale ». 

## Description

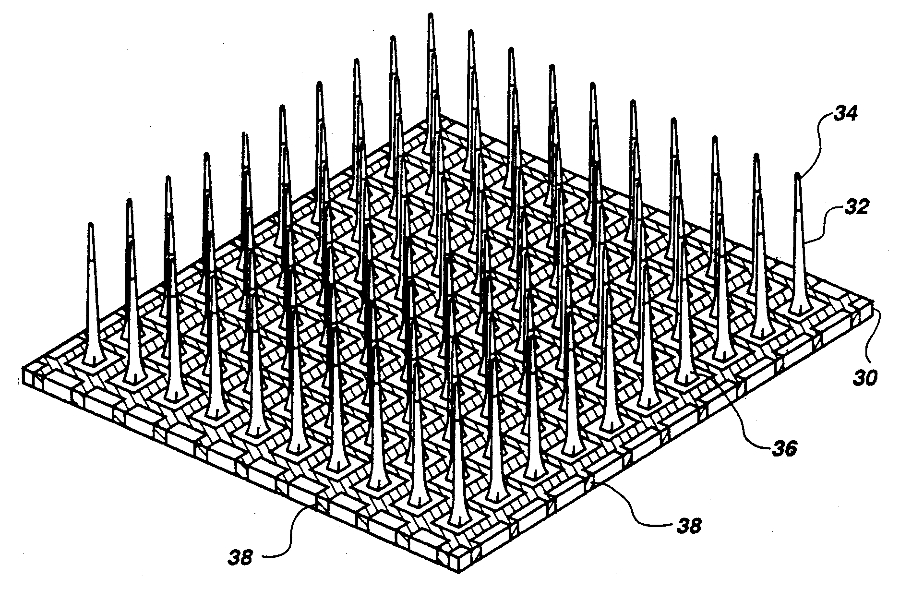
Schéma de la grille d'électrodes « Utah » implantée dans le nerf médian de Kevin Warwick.

Les implants cérébraux sont des implants électroniques constitués d'électrodes ou de grilles d'électrodes, permettant de lire et contrôler des signaux cérébraux. Les électrodes sont placées avec précision à l'aide de bras robotisés. Les implants cérébraux sont généralement alimentés par une batterie, qui peut être rechargée à distance par induction électromagnétique. Des systèmes interfacés avec des ordinateurs sont également appelés « interface neuronale directe » ou en anglais « Brain-Computer Interface ».
L'implantation ne laisse pas forcément de cicatrices visibles car ils peuvent être implantés en passant par la gorge, le nez, ou du côté de l'œil, en utilisant des méthodes similaires à celle du « pic à glace », utilisée pour faire des lobotomies dans les années 1960. L'implantation de certaines régions du cerveau peut nécessiter de laisser une cicatrice dissimulée sous les cheveux ou derrière la tête, au niveau du cou et de l'oreille, ou à d'autres endroits du corps en fonction de l'emplacement de la batterie qui alimente l'implant cérébral.
Les implants sont contrôlables à distance, comme le « stimoceiver » mis au point par José Delgado, et ne nécessitent pas de fortes capacités électroniques de traitement de l'information, de nombreux travaux ayant été réalisés avant l'invention du microprocesseur en 1969,.

## Controverse
En 1963, dans un ranch à Cordoue, en Espagne, José Delgado fit une démonstration médiatisée, y compris à la télévision, durant laquelle il parvint à stopper l'élan d'un taureau équipé d'un stimoceiveur et contrôlé à distance grâce à un transmetteur radio qu'il tenait dans sa main. D'après le Scientific American, il contrôlait chaque action de l'animal . En 1966, Delgado affirma que ses travaux « amènent à la conclusion déplaisante que les mouvements, les émotions, et l'humeur, peuvent être contrôlés par des signaux électriques et que les humains peuvent être contrôlés comme des robots en appuyant sur des boutons ». En 1969, il parle de dérive orwellienne de ses travaux qui pourraient servir à réduire en esclavage des êtres humains.
Les implants cérébraux et les travaux de Delgado eurent une portée internationale et furent vivement critiqués aux États-Unis dans les années 1970, après avoir été médiatisés, notamment dans le New York Times,. Concernant les critiques religieuses sur les implants cérébraux, Delgado fit la comparaison suivante : « Je suppose que pour des primitifs, l'idée de dévier le cours d'une rivière semblerait irréligieux » , affirmation publiée dans le New York Times, le 15 novembre 1970. Delgado fut également pris dans un scandale provoqué par deux scientifiques avec qui il avait brièvement collaboré et qui ont suggéré que la chirurgie et la stimulation électrique du cerveau pourraient « réprimer les tendances violentes des Noirs faisant des émeutes » . Il fut ensuite critiqué par des médecins opposés aux implants cérébraux, comme Peter Breggin, qui, en 1972, accusa Delgado, certains de ses collaborateurs, et les partisans de la lobotomie, d'essayer de créer une société où tous ceux qui dévient de la norme seront chirurgicalement mutilés. En 1973, Elliot Valenstein, dans son livre « Brain Control », a présenté une critique des travaux de Delgado sur les implants cérébraux, soutenant que les résultats de la stimulation électrique sont moins précis et avec moins de bénéfice thérapeutique que les solutions les plus généralement proposées. De plus, certaines personnes ont prétendu que Delgado leur avait secrètement implanté un stimoceiver, l'une d'elles engagea des poursuites judiciaires, demandant 1 million de dollars, contre Delgado et l'université Yale.
Vers 1973, il fut invité par Villar Palasi, ministre du dictateur espagnol Franco, pour aider à organiser une nouvelle école de médecine à l'Université Autonome de Madrid. Delgado précise qu'il n'y eut avec le ministre aucun problème concernant la controverse au sujet de ses travaux sur les implants cérébraux, l'offre faite par le ministre était « trop intéressante pour être refusée », Delgado demanda « Pourrais-je avoir les mêmes avantages qu'à Yale ? » et le ministre répondit « Oh, non, vous aurez bien mieux » .
En 1974, il retourne donc en Espagne. À Madrid, il teste des casques transmettant des impulsions électromagnétiques au cerveau. Par la suite, son influence diminue notablement dans le milieu de la recherche et les expériences de stimulation cérébrale par électrodes sont progressivement abandonnées. Cependant, ses travaux sur les implants cérébraux furent à nouveau médiatisés vers le milieu des années 1980, un article du magazine Omni et des documentaires de la BBC et CNN, citent ses travaux comme une preuve que les États-Unis et l'Union Soviétique pourraient avoir développé en secret des méthodes de contrôle des pensées. Delgado arrête toute recherche au début des années 1990.

## Fonctionnalités

### Dans les années 1950 et 1960
Les implants cérébraux permettent de contrôler, entre autres, les fonctions suivantes, d'après les travaux de José Delgado :

#### Motricité
Delgado pouvait contrôler des animaux comme des « jouets électriques », en pressant différents boutons, il pouvait ainsi faire ouvrir et fermer les yeux à un singe, lui faire tourner la tête, bouger la langue et les lèvres, provoquer un grognement, le faire éternuer, bailler, augmenter ou diminuer fortement la quantité de nourriture consommée, faire tomber en sommeil profond ou maintenir éveillé, modifier le rythme cardiaque, il pouvait également forcer un chat à se lécher y compris durant son sommeil et le forcer à lever une patte,. Avec des stimulations dans l'hypothalamus, il pouvait contrôler la dilatation des pupilles « aussi facilement qu'un objectif d'appareil photo » ,.
Delgado fit également des expériences sur des humains, et réussit à forcer quelqu'un à plier les doigts, le signal électrique envoyé dans le cerveau étant supérieur à la volonté du cobaye de garder les doigts tendus,.

#### Émotions et humeur
En stimulant différentes régions du système limbique, il pouvait provoquer de la peur, de la très forte nervosité, de la convoitise, de l'hilarité, du bavardage, et d'autres réactions. En stimulant la région limbique appelée septum il pouvait provoquer de l'euphorie, dans certains cas suffisamment forte pour contrer une dépression ou une douleur physique. D'après Delgado dans une publication, la stimulation de différents points de l'amygdale et de l'hippocampe pouvait provoquer des sensations agréables, de l'exaltation, un état de réflexion, de la concentration, des sentiments bizarres, une forte relaxation, des visions colorées, et autres réactions. 
Chez un chimpanzé équipé d'un stimoceiver et de 100 électrodes, il parvint en quelques jours à réduire de 99 % la fréquence de signaux cérébraux, de type « spindle » (fuseaux), spontanément émis par l'amygdale, en stimulant la substance grise périaqueducale pour provoquer une réaction d'aversion à chaque fois que le stimoceiver détectait un spindle amygdalien. Durant cette expérience, le chimpanzé s'est montré plus calme, moins attentif, moins motivé, et son appétit diminua,.

#### Autres
Delgado disait également pouvoir inspirer un mot dans les pensées et provoquer des hallucinations auditives comme l'écoute d'un morceau de musique du début jusqu'à la fin. Il affirma : « Nous sommes seulement au début de notre compréhension de la stimulation électrique du cerveau, mais nous savons qu'elle peut retarder un battement cardiaque, bouger un doigt, inspirer un mot dans la mémoire [les pensées], et provoquer des sensations ». Il put également provoquer la remémoration d'évènements oubliés depuis longtemps.
Parmi ses expériences sur des êtres humains, on peut citer une jeune femme épileptique de 21 ans qui jouait calmement de la guitare et qu'il fit violemment enrager grâce au stimoceiver qu'il lui avait implanté, au point qu'elle casse la guitare contre le mur, manquant de peu la tête d'un chercheur scientifique. On peut également citer le cas d'une patiente de 30 ans qui, lorsqu'elle était stimulée à un point particulier du lobe temporal, avouait au thérapeute son intérêt pour lui et lui embrassait les mains, lorsque la stimulation était terminée, elle redevenait aussi distante que d'habitude.Dans les années 1960, les travaux de Delgado eurent une portée internationale et amenèrent beaucoup d'autres scientifiques à faire des expériences similaires,. Quelques mois après la publication Delgado-Roberts-Miller, James Olds, de l'université canadienne McGill, implanta des rats et découvrit une zone du cerveau associée au plaisir, les rats étant plus motivés pour appuyer sur un bouton provoquant une stimulation, que pour aller manger et boire. Il y eut également d'autres études faites sur des humains, comme en Norvège, où des patients atteints de la maladie de Parkinson ou déclarés « schizophrènes » furent implantés. Durant une étude, un patient atteint de narcolepsie reçut un appareil pour stimuler lui-même certaines zones de son cerveau, il appuyait fréquemment sur un bouton qui lui provoquait un plaisir similaire à un orgasme sexuel.

### Depuis les années 1980
(janvier 2021).
Vers le milieu des années 1980, un article du magazine Omni et des documentaires de la BBC et CNN, citent travaux de Delgado comme une évidence que les États-Unis et l'Union Soviétique pourraient avoir développé en secret des méthodes de contrôle des pensées.
En 1999, Yang Dan et son équipe ont réussi à décoder les signaux venant d'électrodes implantées dans le thalamus d'un chat afin de reconstituer ce que voyait ce chat. 
Kevin Warwick a expérimenté une télépathie sensorielle avec sa femme, elle aussi ayant une grille d'électrodes implantée dans le nerf médian. Warwick put également contrôler un bras robotisé et un ordinateur fut capable de faire bouger son bras,,.
2003 - 2005: Miguel Nicolelis réalisa des expériences sur des singes qui furent entrainés à atteindre et saisir des objets présentés sur un écran d'ordinateur. Leurs pensées étaient décodées et transmises à un bras robotisé dont ils ne pouvaient voir les mouvements. Les singes apprirent ensuite à contrôler les mouvements du bras robotisé en le regardant. L'interface neuronale directe captait l'intention de vitesse de déplacement ainsi que l'intention de force mise par le singe pour saisir les objets,.
En 2004, Matthew Nagle a pu contrôler un curseur de souris, allumer et éteindre la télévision, changer de chaîne télévisée, jouer à des jeux vidéo, dessiner sur l'écran bien que le contrôle du curseur ne soit pas précis, lire ses e-mails, et toutes fonctions normalement contrôlables par pression sur un bouton. Il put également contrôler une prothèse de main robotisée.
En 2013, lors d'une expérience faite par Miguel Nicolelis, des rats ont réussi à lire dans les pensées d'autres rats afin de trouver la solution d'un problème, grâce à un implant de 32 électrodes dans le cortex moteur . Les rats qui lisaient dans les pensées avaient un taux de réussite de 64 %, contre 50 % pour les rats qui ne lisaient pas.

## Utilisation

### Médicale
Les implants cérébraux peuvent avoir une utilisation médicale, par exemple sous forme de stimulateurs cérébraux, également appelés « pacemakers cérébraux », qui permettent de bloquer les crises d'épilepsie, d'atténuer les symptômes de la maladie de Parkinson, de lutter contre la dépression, et de traiter d'autres problèmes médicaux. Les implants cérébraux permettent également à des personnes paralysées de contrôler des appareils électriques et des ordinateurs par la pensée, ainsi que redonner partiellement la vue à des aveugles grâce à des implants rétiniens.

### Civile
Les implants cérébraux ont comme application dans le domaine de la domotique, de permettre le contrôle par la pensée des appareils électriques et des ordinateurs. La société Intel parle de commercialiser des puces électroniques cérébrales, en anglais « BrainChips », pour le grand public d'ici 2020, afin de contrôler des ordinateurs sans clavier ni souris. Kevin Warwick parla de mettre au point, d'ici 2015, un implant électronique permettant de parler par télépathie.

## Historique des recherches scientifiques
(janvier 2021).
- À partir de 1745 : l'invention de la bouteille de Leyde, produisant des décharges électriques, inspire le monde médical et les guérisseurs. Les décharges électriques provoquaient de fortes contractions musculaires et des sensations inattendues, l'idée fut émise que l'électricité pourrait guérir les paralysies et d'autres maladies. Certains journaux parlaient de « guérisons par l'électricité ». Les machines électriques furent de plus en plus nombreuses dans les hôpitaux. « L'électricité médicale » était également pratiquée par des hommes qui n'étaient ni médecins, ni physiciens. Des « électriciens guérisseurs » et des anatomistes expérimentaient sur l'être humain et les animaux, en appliquant de l'électricité à différents endroits de corps disséqués. En 1756, à Padoue, Caldini étudie les effets des décharges électriques sur le cœur et les muscles d'animaux. L'idée d'une analogie entre « fluide nerveux » et « fluide électrique » commence à apparaitre, la comparaison suivante est faite : ils sont tous deux invisibles, ils ont la même capacité à traverser le corps sans laisser de traces, ils ont tous deux une forte rapidité d'action. Cependant, Albrecht von Haller écrivit dans les articles « Nerf » et « Fluide nerveux » de l'Encyclopédie, que l'activité nerveuse parait ne pas pouvoir être électrique[16].

- 1780-1791 : Luigi Galvani démontre la nature électrique de l'activité nerveuse, en appliquant une stimulation électrique au nerf sciatique d'une grenouille, il obtint une contraction du muscle relié à ce nerf[17]. Il fit également des expériences en envoyant de l'électricité sur une électrode implantée dans la moelle épinière d'une grenouille[16]. Avec certains de ses contemporains, il considérait que les mouvements des muscles étaient générés par un fluide électrique qui était transporté par les nerfs, du cerveau jusqu'aux muscles.

- Vers 1850 ou 1860 : Eduard Hitzig, alors médecin dans l'armée prussienne, fit des expériences sur des soldats dont le crâne avait été fracturé par des balles. Il constata que l'application d'un faible courant électrique dans le cerveau provoquait des mouvements involontaires des muscles.

- 1870 : Eduard Hitzig et Gustav Fritsch, travaillant pour l'institut physiologique de Berlin, démontrèrent qu'une stimulation électrique de certains points du cerveau des chiens provoquait des mouvements distincts. Ils identifièrent la « zone moteur », qui est une zone verticale de tissu cérébral qui va du cerebrum jusqu'à l'arrière du lobe frontal.

- 1870 : Après avoir lu la publication de Hitzig, David Ferrier, un Écossais, fit des expériences sur des animaux et confirma l'existence d'une zone de cortex moteur dont les points sont associés à des muscles ou des groupes de muscles[17].

- 1874 : Inspiré par les travaux de Ferrier, Robert Bartholow, professeur au collège médical de l'Ohio à Cincinnati, montra qu'il en était de même pour les humains. Sa première expérience fut d'implanter une électrode dans le cerveau d'une cobaye et appliquer un faible courant électrique, ce qui provoqua des mouvements dans différentes parties de son corps, mais ne provoqua aucune douleur[18],[19],[20],[21].

- Début des années 1900 : Fedor Krause commença à cartographier les régions du cerveau, en utilisant des « patients » ayant subi une chirurgie cérébrale.

- Décembre 1934 : E. Leon Chaffee et Richard U. Light publient un article dans le journal de biologie et médecine de l'université Yale, pour proposer un nouveau système de contrôle à distance d'électrodes implantées dans le système nerveux. La publication est intitulée « Method for the Remote Control of Electrical Stimulation of the Nervous System » [22], et a été réalisée par la collaboration du laboratoire de physique et d'ingénierie de l'université Harvard et de l'école de médecine de l'université Yale. Un rapport préliminaire fut publié le 30 mars 1934, dans la revue Science[22].

- À partir des années 1920 : Walter Rudolf Hess, professeur à l'université de Zurich depuis 1917, utilisa de fines électrodes pour stimuler ou détruire certaines régions du cerveau sur des chats conscients et pouvant se déplacer librement. Hess découvrit que les sièges des fonctions autonomes étaient à la base du cerveau, dans la medulla oblongata et le diencéphale, et particulièrement dans l'hypothalamus. Il cartographia précisément les centres de contrôle de chaque fonction. Il put ainsi provoquer chez un chat un comportement physique identique à celui d'un chat confronté à un chien, simplement en stimulant les points appropriés de l'hypothalamus. Il put également provoquer de la relaxation, du sommeil, et d'autres réactions. Hess reçut un prix Nobel en 1949 pour avoir cartographié l'organisation fonctionnelle du diencéphale. Il a également étudié les mécanismes des mouvements exécutés en fonction d'un objectif et établit le concept de contrôle moteur anticipateur qui rend possible chaque action volontaire. En 1964, il publia un livre intitulé The biology of mind[23],[24].

- 1937 : Penfield et Brodley élaborèrent une cartographie fonctionnelle des régions du cerveau humain en fonction des points de stimulation électrique[25],[26]

- Années 1950 : Robert G. Heath fit des expériences sur des « patients agressifs » pour modifier leur état d'humeur avec une stimulation électrique.

- Années 1950-1960: travaux de José Delgado sur des animaux et des humains. Il réussit à forcer un chat à lever une patte et à contrôler un taureau en lui implantant des électrodes commandées à distance par un émetteur radio. D'après le Scientific American, Delgado contrôlait chaque action de l'animal. Delgado fit également des expériences sur des humains, il réussit à inspirer un mot dans les pensées et provoquer des émotions et des humeurs : peur, forte nervosité, euphorie, concentration, sommeil profond, etc.  Delgado donna le nom « stimoceiver » à son appareil de contrôle cérébral. Les travaux de Delgado lui valurent un article[2] dans le New York Times en 1970, ainsi qu'un autre[3] en 2005, dans le Scientific American.

- Dans les années 1960 : les travaux de Delgado eurent une portée internationale et amenèrent beaucoup d'autres scientifiques à faire des expériences similaires. Quelques mois après la publication Delgado-Roberts-Miller, James Olds, de l'université canadienne McGill, implanta des rats et découvrit une zone du cerveau associée au plaisir, les rats étant plus motivés pour appuyer sur un bouton provoquant une stimulation, que pour aller manger et boire. Il y eut également d'autres études faites sur des humains, comme en Norvège, où des patients atteints de la maladie de Parkinson ou déclarés « schizophrènes » furent implantés. Durant une étude, un patient atteint de narcolepsie reçut un appareil pour stimuler lui-même certaines zones de son cerveau, il appuyait fréquemment sur un bouton qui lui provoquait un plaisir similaire à un orgasme sexuel[2].

- 1968 : Giles Brindley, chercheur à l'université de Cambridge, posa 80 électrodes sur le cortex visuel d'une patiente de 52 ans, aveugle depuis six mois. Les électrodes étaient reliées à 80 bobines, disposées sous le cuir chevelu, pour une communication par induction électromagnétique. En stimulant plusieurs électrodes à la fois, Brindley parvint à faire reconnaître des formes simples à sa patiente[27].

- 24 mai 1998 : lancement du projet « Cyborg 1.0 », qui commença par l'implantation d'un transmetteur RFID sous la peau de Kevin Warwick, une puce sous-cutanée, afin qu'un ordinateur allume les lampes, ouvre les portes automatiques, allume les radiateurs, et active d'autres fonctionnalités domotiques, en fonction des déplacements de Warwick dans l'université [28],[29],[30],[31].

- 1999 : Yang Dan et son équipe réussirent à décoder les signaux venant d'électrodes implantées dans le thalamus d'un chat afin de reconstituer ce que voyait ce chat[7].

- 14 mars 2002 : comme prévu par le projet « Cyborg 2.0 », une grille de 100 électrodes fut implantée dans le nerf médian du bras gauche de Kevin Warwick, afin de contrôler un bras robotisé, qui fut capable d'exécuter les mêmes mouvements que le bras de Warwick. Par l'intermédiaire de cet implant, le système nerveux de Warwick fut connecté à internet, et depuis l'université Columbia, à New York, il put contrôler un bras robotisé à l'université de Reading, en Angleterre, il obtint également des sensations dans le bout des doigts venant des capteurs fixés sur le bras robotisé. Une autre expérience consista à implanter le nerf médian du bras de la femme de Warwick, et de l'interconnecter avec la puce de Warwick, ce qui résulta à une forme de télépathie sensorielle entre deux systèmes nerveux humains. Un ordinateur fut également capable de faire bouger le bras de Warwick. D'après des examens réalisés par université de Southampton, l'implant dans le système nerveux de Warwick ne semble pas provoquer de dommages, ni d'interférences, aucun effet mesurable et aucun rejet de l'implant n'a été constaté. Par contre, une croissance des tissus nerveux fut constatée autour de la grille d'électrodes, entourant le capteur. Warwick fit la promesse de créer pour 2015 un implant électronique permettant à deux êtres humains de parler par télépathie[1],[8],[9],[10],[32],[33].

- 2002 : L'équipe de John Chapin, physiologiste au centre médical de Brooklyn, université de New York, a réussi à contrôler les déplacements de rats grâce à trois électrodes implantées dans leur cerveau et commandées à distance par des ondes radio. John Chapin précise dans un article de la revue Nature du 2 mai 2002, que « associé à des capteurs électroniques et des techniques de navigation, un rat guidé peut devenir un véritable robot qui disposera de plusieurs avantages sur les robots mobiles actuels »[34],[35].

- 2003 - 2005 : Miguel Nicolelis réalisa des expériences sur des singes qui furent entrainés à atteindre et saisir des objets présentés sur un écran d'ordinateur. Leurs pensées étaient décodées et transmises à un bras robotisé dont ils ne pouvaient voir les mouvements. Les singes apprirent ensuite à contrôler les mouvements du bras robotisé en le regardant. L'interface neuronale directe captait l'intention de vitesse de déplacement ainsi que l'intention de force mise par le singe pour saisir les objets[11],[12].

- 22 juin 2004 : une interface BrainGate de 100 électrodes fut implantée dans le cortex moteur de Matthew Nagle, à l'endroit qui contrôle sa main et son bras gauche, Nagle étant gaucher. Grâce à cet implant, il fut capable de contrôler un curseur de souris, allumer et éteindre la télévision, changer de chaîne télévisée, jouer à des jeux vidéo, dessiner sur l'écran bien que le contrôle du curseur ne soit pas précis, lire ses e-mails, et toutes fonctions normalement contrôlables par pression sur un bouton. Il put également contrôler une prothèse de main robotisée[13].

- 2005 : des chercheurs de l'université Yale ont réussi à faire marcher, sauter, et voler des insectes en dirigeant un laser sur eux, pour activer certains neurones de leur cerveau[36].

- 2013 : lors d'une expérience faite par Miguel Nicolelis, des rats ont réussi à lire dans les pensées d'autres rats afin de trouver la solution d'un problème, grâce à un implant de 32 électrodes dans le cortex moteur[14]. Les rats qui lisaient dans les pensées avaient un taux de réussite de 64 %, contre 50 % pour les rats qui ne lisaient pas.